# Bucky Barnes
James Buchanan Barnes, detto "Bucky", noto anche come il Soldato d'Inverno (Winter Soldier), è un personaggio dei fumetti statunitensi creato da Joe Simon (testi) e Jack Kirby (disegni), pubblicato dalla Timely Comics (in seguito Marvel Comics). La sua prima apparizione avviene in Captain America Comics (Vol. 1) n. 1 (marzo 1941).
Braccio destro e spalla di Capitan America durante la Golden Age, Bucky viene dato per morto al termine della seconda guerra mondiale e successivamente resuscitato, fisicamente ed editorialmente, come leggendario agente segreto ed assassino sottoposto al lavaggio del cervello dall'Unione Sovietica che, dopo essere riuscito a recuperare la memoria, si innamora di Rosa e torna a difendere il suo paese rimanendo nell'ombra ed arrivando a rivestire, per un breve periodo, i panni dell'ex-mentore Capitan America.
Nella classifica stilata nel 2011 da IGN, si è posizionato al 53º posto come più grande eroe della storia dei fumetti, dopo Aquaman e prima di Elijah Snow.

## Storia editoriale
Il primo bozzetto di Capitan America realizzato da Joe Simon nel 1940 comprendeva una giovane spalla dell'eroe chiamata semplicemente "Bucky" in omaggio al suo amico giocatore di basket Bucky Pierson. Dopo il suo esordio in Captain America Comics n. 1, datato marzo 1941, il personaggio è apparso praticamente in tutti gli albi della testata, edita da Timely Comics; con la fine della guerra e il calo d'interesse da parte del pubblico verso il genere supereroistico, Capitan America e Bucky compaiono come membri della All-Winners Squad, primo gruppo di supereroi della Timely le cui avventure durano però solo per due storie pubblicate sui numeri 19 e 21 di All Winners Comics, mentre Bucky viene sostituito nel suo ruolo di spalla dalla fidanzata di Capitan America, Golden Girl, dal numero 66 di Captain America Comics (dicembre 1947) fino alla chiusura della collana avvenuta col numero 75 (febbraio 1950).
Durante la cosiddetta Silver Age la Atlas Comics, erede della Timely, ripropone il personaggio, assieme a Capitan America, la Torcia Umana e il Sub-Mariner su Young Men n. 24 (dicembre 1953) ed in tre numeri di un fallimentare revival della testata Captain America che riprende la numerazione originale chiudendosi dunque col numero 78 (settembre 1954). Tramite una manovra di retcon operata su The Avengers n. 4 (marzo 1964) viene poi rivelato che Capitan America e Bucky sono stati entrambi dati per morti al termine della seconda guerra mondiale e l'allora Presidente Harry S. Truman li ha sostituiti di nascosto con altri individui; il personaggio compare da allora in una serie di flashback sui numeri 63-71 di Tales of Suspense (marzo-novembre 1965) mentre la sua morte apparente viene rappresentata per la prima volta su The Avengers n. 4 (marzo 1964) suscitando grande scalpore e divenendo una delle morti più celebri dei fumetti nonché una delle poche a non venire invertita, cosa che ha portato i fan a coniare l'aforisma: «Nessuno rimane morto a parte Bucky, Jason Todd e Zio Ben».
La morte di Bucky è stata inoltre usata come motivazione della scarsa presenza di spalle adolescenti nell'Universo Marvel poiché nessun supereroe responsabile coinvolgerebbe mai un minorenne nelle sue attività, come dichiarato dallo stesso Stan Lee. Negli anni successivi, il team creativo composto da Roger Stern e John Byrne ha preso in considerazione l'ipotesi di resuscitare il personaggio ed il suo stesso coautore, Jack Kirby, si è detto a favore della cosa ma l'idea è stata poi accantonata.
All'inizio del 2005, nel quinto volume di Captain America, ad opera di Ed Brubaker e Steve Epting, Bucky viene ufficialmente riportato in vita come Soldato d'Inverno in un arco narrativo che termina nel numero 14 (aprile 2006) con il recupero della sua memoria. Sempre nel quinto volume, in seguito agli eventi di Civil War e alla morte di Capitan America, Bucky eredita i panni dell’eroe comparendo anche nel quarto volume di Avengers sui numeri da 1 a 7 (luglio 2010-gennaio 2011) e 12.1 (giugno 2011) finché, in seguito a Fear Itself riassume i panni di Soldato d'Inverno divenendo protagonista della testata Winter Soldier (aprile 2012-agosto 2013), durata diciannove albi di cui i primi quattordici sceneggiati da Brubaker e gli ultimi cinque da Jason Latour. Da marzo 2014 ad aprile 2015 il personaggio compare in qualità di comprimario della serie di James Robinson All-New Invaders divenendo contemporaneamente protagonista della miniserie di undici numeri Bucky Barnes: The Winter Soldier (dicembre 2014-novembre 2015).

## Biografia del personaggio

### Bucky
Nato nel 1917 a Shelbyville, Indiana, dal soldato George M. Barnes e da sua moglie Winifred, Bucky rimane orfano di madre pochi anni dopo, motivo per cui lui e sua sorella Rebecca vengono cresciuti unicamente dal padre seguendolo nelle varie basi dove viene stanziato finché, nel 1937, questi muore nel corso di un'esercitazione a Camp Lehigh, New Jersey. Innamoratosi della vita militare, Bucky convince gli ufficiali responsabili del campo d'addestramento a farlo rimanere e, mentre la sorella viene allontanata ed iscritta ad un collegio scolastico, egli riceve un addestramento completo da parte di William Essart Fairbairn e del colonnello Rex Applegate divenendo una sorta di mascotte dell'esercito. Con lo scoppio della seconda guerra mondiale Bucky prende parte attivamente alle missioni sul campo e, nel 1941, viene assegnato come scorta al soldato semplice Steve Rogers (Capitan America) di cui scopre accidentalmente la doppia identità spingendo il governo a decidere di affiancarlo a Cap come simbolo di propaganda contro la gioventù hitleriana. Nonostante i caratteri quasi agli antipodi, Cap e Bucky divengono ben presto amici inseparabili.
Assieme Capitan America e Bucky affrontano le potenze dell'Asse (in particolare il Teschio Rosso) sia nel territorio nazionale che oltreoceano per tutta la durata del conflitto inoltre, alleati con Toro, la Torcia Umana e Namor, formano una squadra di superumani al servizio degli Alleati chiamati gli Invasori da Winston Churchill all'inizio del 1942; contemporaneamente Bucky contribuisce alla formazione di altri quattro supergruppi, la All-Winners Squad, i Giovani Alleati, la Legione della Libertà e i Commandos minorenni.
Nel tardo 1945, verso la fine della guerra, Capitan America e Bucky si trovarono a Londra sulle tracce di uno scienziato nazista, il Barone Heinrich Zemo, che localizzano mentre è intento a rubare un aeromobile a pilotaggio remoto sperimentale non riuscendo però ad impedirgli di farlo decollare con un quantitativo di esplosivo sufficiente a fare esplodere la città. I due eroi inseguono il velivolo raggiungendo la cabina di pilotaggio ma, mentre Cap, realizzato trattarsi di una trappola per ucciderli, decide di saltare giù dall'aereo, il suo partner sceglie invece di rimanere a bordo per tentare di disinnescare la bomba, che tuttavia esplode mentre il drone sorvola l'Oceano Atlantico settentrionale provocando l'apparente morte di Bucky che viene dichiarato caduto in battaglia nonostante il suo corpo non sia mai stato ritrovato.

### Soldato d'Inverno
Aprile 1945. Canale della Manica, Costa Britannica. Il corpo di Bucky, privo del braccio sinistro, viene recuperato da un sottomarino sovietico comandato dal generale Vasily Karpov, nella vana speranza di trovare nel suo sangue tracce del siero del supersoldato, tuttavia dopo aver scoperto con stupore che il giovane è ancora vivo, seppur colpito da amnesia, il generale decide di metterlo in criostasi e trasportarlo a Mosca dove una sottosezione del KGB, il Dipartimento X, lo fa rianimare e sfrutta la sua perdita di memoria per fargli un lavaggio del cervello indottrinandolo ad odiare gli Stati Uniti e servire ciecamente l'Unione Sovietica, trasformandolo così in un assassino privo di volontà. Un'équipe di scienziati gli impianta inoltre un braccio bionico, periodicamente aggiornato col progredire della tecnologia.
Col nome in codice di "Soldato d'Inverno" (in russo Зимний Солдат?, traslitterato: Zimnij Soldat) durante gli anni della guerra fredda viene mandato oltre le linee nemiche ad uccidere i bersagli ordinatigli dall'alto comando sovietico, divenendo sempre più spietato ed efficiente, tanto da venire considerato l'arma segreta dell'URSS, temuto in tutto il mondo ma considerato al pari di una leggenda metropolitana nell'ambito dello spionaggio. Brevemente impiegato come addestratore per la Stanza Rossa ed il Programma Vedova Nera, il Soldato d'Inverno ha avuto una breve relazione clandestina con la migliore delle cadette, l'allora adolescente Natasha Romanoff; negli anni successivi ha contribuito inoltre alla fuga di Wolverine dai laboratori di Arma X per poi rintracciarlo ed assassinare sua moglie Itsu, incinta di Daken, nel 1968 ha ucciso il professor Zhang Chin e, dopo aver completato una missione sul suolo statunitense nel 1973, in preda ad uno strano senso di nostalgia ha vagato per New York finché una squadra del KGB non lo ha recuperato. Per ordine del generale Karpov, il Soldato d'Inverno, tra una missione e l'altra, è tenuto in stato vegetativo e sottoposto ad un nuovo lavaggio del cervello ogni volta che viene "scongelato". In queste condizioni, dal 1955 al 1976, il ragazzo invecchia di soli cinque anni.
Dopo la morte di Karpov nel 1988, il Soldato d'Inverno rimane in stasi per vari decenni a causa della sua instabilità mentale e depositato in uno stabile ereditato dal protetto di Karpov, il generale Aleksander Lukin che, dopo la caduta dell'Unione Sovietica, fugge e fonda la Kronas Corporation. Per ottener il Cubo Cosmico del Teschio Rosso, Lukin riporta in vita il Soldato d'Inverno ordinandogli di lanciare un attacco terroristico a Filadelfia uccidendo migliaia di persone, assassinare Jack Monroe (ex-Nomad, ex-Flagello e "Bucky" degli anni cinquanta) e far ricadere su di lui la colpa dell'omicidio del Teschio dopo avergli sottratto l'artefatto. Pur portando a termine l'incarico con successo, l'agente S.H.I.E.L.D. Sharon Carter riesce a vederlo e informa Capitan America dell'impressionante somiglianza tra il misterioso sicario e Bucky, motivo per il quale Cap si mette sulle sue tracce riuscendo infine a localizzarlo in Virginia Occidentale mentre trasporta il Cubo Cosmico in una cassaforte nucleare per ordine di Lukin; una volta riuscito a sconfiggerlo, l'eroe a stelle e strisce sfrutta il potere dell'oggetto per ripristinare la memoria perduta dell'amico che, tuttavia, viene sopraffatto dal senso di colpa per le sue azioni passate ed entra dunque in clandestinità.
Riemerse successivamente a Belgrado, a Londra e infine negli Stati Uniti, il Soldato d'Inverno si unisce a Nick Fury svolgendo diverse operazioni sotto copertura al fine di aiutare gli eroi contrari all'atto di registrazione durante la guerra civile dei superumani ed orchestrando perfino un piano per liberare Capitan America, arrestato al termine del conflitto. Nel momento in cui Cap viene assassinato tuttavia, il Soldato d'Inverno collabora con Falcon per arrestare il sicario, Crossbones, e recupera lo scudo di Capitan America dalle mani di Tony Stark, che colpevolizza della morte del proprio amico e mentore. Saputo dell'evasione di Crossbones ad opera di Sin e della Squadra dei serpenti, il Soldato d'Inverno si reca alla sede della Kronas Corporation scoprendo che il Teschio Rosso è sopravvissuto trasferendo la sua coscienza nel corpo di Lukin grazie al Cubo Cosmico. Il criminale tenta dunque senza successo di ripristinare il condizionamento mentale di Bucky con l'aiuto del Dottor Faustus finché, il tempestivo intervento di Falcon e della Vedova Nera mette in fuga il gruppo di criminali portando lo S.H.I.E.L.D. a prendere in custodia il Soldato d'Inverno.

### Nuovo Capitan America

Il nuovo Capitan America, dipinto da Alex Ross

Dopo aver saputo che Steve ha lasciato una lettera con le sue volontà testamentarie a Stark indicando l'ex-partner come suo erede nei panni di Capitan America, Bucky accetta solo a patto di non venire registrato e che un gruppo di telepati dello S.H.I.E.L.D. cancellino dalla sua mente ogni possibile traccia di condizionamenti subliminali garantendogli la completa autonomia; inoltre adotta una versione modificata del costume di Cap adoperando, oltre allo scudo, una pistola ed un coltello da combattimento. Nel suo primo incarico ufficiale come nuovo Capitan America, Bucky sconfigge il Teschio Rosso, il Dottor Faustus e il Gran Direttore salvando la vita sia al candidato presidenziale Democratico che a quello Repubblicano. Contemporaneamente riallaccia i rapporti con Natasha Romanoff e, nonostante rimanga fedele allo S.H.I.E.L.D., mantiene segretamente i rapporti con il latitante Nick Fury.
Nel corso dell'invasione segreta degli Skrull, Cap/Bucky ha un breve diverbio con Thor e prende in seguito parte alla battaglia finale con le forze degli alieni mutaforma nel centro di New York. Debellata l'invasione, il nuovo Cap si unisce ai Nuovi Vendicatori, proponendo loro di usare l'appartamento di Steve Rogers come base e contribuendo alle ricerche della figlia di Luke Cage e Jessica Jones, Danielle, rapita da un agente Skrull.
Contemporaneamente, assistito dal suo ex-compagno d'armi Namor impedisce al misterioso criminale noto solo come Uomo senza Volto di rubare il corpo della Torcia Umana originale per trasformarla in un'arma.
Nel momento in cui Sharon Carter si rende conto che Capitan America non è veramente morto ma semplicemente intrappolato in un limbo spaziotemporale grazie ad una macchina ideata dal Dottor Destino, Bucky e la Vedova Nera si introducono in una base dell'H.A.M.M.E.R. per rubare il dispositivo necessario a salvarlo ma vengono catturati dagli Oscuri Vendicatori di Norman Osborn, che successivamente lascia libera la donna affinché riferisca a Sharon di consegnarsi ai suoi uomini entro ventiquattro ore mentre il nuovo Cap viene tenuto in ostaggio dai Thunderbolts e successivamente liberato da Falcon e Ant-Man. Bucky, assieme alla Vedova Nera, Falcon, Henry Pym e Visione rintraccia dunque il Teschio Rosso, dopo che questi si è impossessato del corpo del redivivo Steve Rogers, e lo affronta in un duro combattimento corpo a corpo al termine del quale il supersoldato riesce a recuperare il controllo espellendo la psiche del Teschio. I due Capitan America, finalmente riuniti, guidano dunque l'assalto contro l'A.I.M. e le forze del Teschio Rosso uscendone vittoriosi.
Bucky decide di seguire Steve, Fury, i Nuovi Vendicatori, i Secret Warriors e i Potenti Vendicatori per impedire l'Assedio di Asgard da parte degli Oscuri Vendicatori di Osborn; in tale occasione insiste per restituire lo scudo all'ex-mentore preferendo portare con sé un mitra. Nonostante nel corso del conflitto sia Steve che Bucky indossino il rispettivo costume di Capitan America al termine del conflitto l'originale decide di ritirarsi definitivamente e lasciare il ruolo di Capitan America all'amico.
Tempo dopo il Barone Helmut Zemo rivela al mondo la sua vera identità e Bucky viene processato per i suoi crimini come Soldato d'Inverno; nonostante negli Stati Uniti venga ritenuto innocente, grazie alla difesa di un'agguerrita Bernie Rosenthal e alle testimonianza chiave del Dottor Faustus, alcuni ufficiali del governo russo lo dichiarano invece colpevole di crimini contro la nazione e lo prendono in custodia per poi internarlo in un vero e proprio "gulag" da cui riesce a fuggire con l'aiuto della Vedova Nera sebbene, in seguito, venga ritenuto troppo segnato da tali eventi per continuare a vestire i panni di Capitan America.

### Fear Itself e Original Sin
Durante i fatti del periodo della paura, Bucky affronta la figlia del Teschio Rosso, Sin, divenuta la divinita asgardiana "Skadi" grazie ad un martello incantato, venendo apparentemente ucciso sotto i suoi colpi. L'evento è tuttavia parte di uno stratagemma orchestrato da Fury grazie al quale il ragazzo finge la sua morte e restituisce il ruolo di Capitan America a Steve tornando ad indossare i panni a lui più consoni del Soldato d'Inverno e ad occuparsi di cellule terroristiche dormienti su territorio americano. Oltre a Cap e Fury l'unica altra persona consapevole della verità sulla sua "morte" è la Vedova Nera che lo aiuta a smascherare un complotto internazionale ordito del Fantasma rosso e dalla prima ministra latveriana Lucia von Bardas.
Tempo dopo, assieme a Moon Knight e Gamora, il Soldato d'Inverno investiga sull'omicidio di Uatu l'Osservatore venendo attirato nella base sulla luna di Nick Fury in quanto candidato papabile a subentrargli come "Uomo sul Muro" ma, dopo che l'ex-direttore dello S.H.I.E.L.D. si rivela come responsabile dell'omicidio di Uatu poiché testimone dei genocidi da lui compiuti ai danni di intere civiltà aliene nel corso dei suoi anni in difesa della Terra, Bucky contribuisce ad affrontarlo e, in seguito, lo sostituisce in qualità di nuovo Uomo sul Muro.

### Nuovissimo Universo Marvel
Dopo gli eventi di Secret Wars Barnes continua ad operare in solitario come Uomo sul Muro, finché non viene attirato a Plaesant Hill, luogo in cui lo S.H.I.E.L.D. ha modificato le vite e le identità di molti supercriminali grazie a Kobik, Cubo Cosmico senziente con l'aspetto di una bambina di tre anni; ben presto però i criminali si risvegliano grazie al Barone Zemo e si rivoltano, venendo successivamente fermati dai Vendicatori e dalla Squadra Unione, al fianco dei quali Barnes combatterà. Alla fine dello scontro Barnes fugge insieme a Kobik e ad alcuni criminali da lui reclutati, per dare vita ad una nuova formazione dei Thunderbolts: Fixer, Mach V, Moonstone e Atlas.

## Poteri e abilità
Lo speciale addestramento ricevuto da Capitan America ha permesso a Bucky di sviluppare forza, resistenza, velocità, agilità e riflessi ai limiti delle possibilità umane, superiori anche a quelli di un campione olimpico, oltre a farlo diventare un maestro nel combattimento corpo a corpo e un eccellente schermidore. Bucky maneggia alla perfezione qualunque tipo di arma, è un infallibile cecchino, sa guidare in modo eccellente ogni sorta di mezzo (aerei, elicotteri, blindati, moto, carri armati), conosce ogni strategia e tattica militare. I suoi trascorsi nel KGB lo hanno reso un maestro nell'assassinio, nello spionaggio, nel sabotaggio e nella fuga. Nel corso della sua lunga vita, Barnes ha imparato a parlare alla perfezione il giapponese, il russo, il tedesco, il francese, lo spagnolo e il portoghese. Sulla base di tutte queste sue abilità, la Vedova Nera lo ha definito come uno degli uomini più pericolosi del mondo. Al posto del braccio sinistro, perso nell'esplosione del treno su cui si trovava durante la sua ultima missione nella seconda guerra mondiale, il KGB ha innestato a Barnes uno speciale braccio cibernetico dotato di forza, rapidità e mobilità sovrumane, sufficienti a permettergli, tra le altre cose, di deviare con un colpo la traiettoria dello scudo di Cap, lanciato dallo stesso. Il braccio non può essere rilevato dai metal detector, può emettere potenti scariche EMP ed è in grado apparire, tramite un particolare ologramma, come un semplice braccio in carne e ossa. Inoltre, se separata dal resto del corpo, può comunque essere manovrata mentalmente dal suo proprietario.
In battaglia, il Soldato d'Inverno fa generalmente uso di coltelli da combattimento ed armi da fuoco di qualsiasi tipo, sebbene prediliga la Colt M1911 e la Luger P08. È capace di costruire per sé ogni sorta di arma, la quale risponderà solo ed esclusivamente a lui.
Nel periodo in cui ha vestito i panni di Capitan America, indossando una nuova versione del celebre costume a stelle e strisce del suo predecessore, Bucky ha anche fatto uso del suo speciale scudo. Inoltre, era fornito anche di un letale coltello da combattimento e di una potente pistola.

## Altri Bucky
Nel corso degli anni di pubblicazioni altri sei personaggi hanno assunto i panni di Bucky: Fred Davis, Jack Monroe, Rick Jones, Lemar Hoskins, Rikki Barnes e Julia Winters.

## Altre versioni

### Bullet Points
Nella miniserie Bullet Points, il siero del supersoldato non viene mai realizzato e, per tanto, Steve Rogers assume l'identità di "Iron Man" con la quale interviene nella battaglia di Guadalcanal riuscendo a salvare diversi soldati, tra cui Bucky, che tuttavia perde le gambe.

### Elseworlds
In un crossover Elseworlds tra Batman e Capitan America, Bucky e Robin si scambiano brevemente i partner ma (come per la sua controparte classica) successivamente Bucky viene ucciso.

### House of M
Nella realtà alternativa di House of M, Barnes è un agente del governo inviato, assieme a Mimo e a Nuke, a Genosha per uccidere Magneto e i suoi seguaci. Nonostante riesca a ferire mortalmente Xavier, Barnes viene infine ucciso da Magneto.

### MAX
Nella miniserie in bianco e nero U.S. War Machine, edita da Marvel MAX Bucky veste i panni di Capitan America in quanto Rogers è deceduto alla fine della seconda guerra mondiale; nelle sue missioni viene accompagnato da due assassini Sam Wilson e Clint Barton.

### Marvel Zombi
Nella realtà di Marvel Zombi, il Soldato d'Inverno viene infettato dalla piaga zombie e tenta di divorare Dazzler venendo infine ucciso da Ash Williams.

### Ruins
Nella miniserie Ruins, ambientata in una realtà alternativa dove ogni cosa nell'Universo Marvel è andata per il verso sbagliato, Bucky è rinchiuso assieme a Victor Creed per vari crimini efferati, tra cui il cannibalismo.

### Ultimate
Nell'universo Ultimate, Bucky Barnes è un amico d'infanzia e coetaneo di Steve Rogers e lo accompagna in missione poiché fotografo di guerra. Terminata la guerra, convinto che l'amico sia morto, Bucky e Gail Richards (la fidanzata di Steve) si avvicinano per farsi forza a vicenda finendo per innamorarsi, sposarla ed avere una famiglia numerosa. Nonostante in tarda età gli venga diagnosticato il cancro ai polmoni come conseguenza del suo smodato tabagismo, sia Bucky che Gail vivono abbastanza a lungo da riabbracciare Capitan America dopo il suo scongelamento. Nel momento in cui si scopre che il Teschio Rosso è figlio illegittimo di Capitan America e Gail, Bucky e la moglie vengono messi sotto custodia protettiva dallo S.H.I.E.L.D.

### What If?
In uno scenario autoconclusivo della serie fuori continuity What If?, che ipotizza cosa sarebbe successo se Capitan America avesse combattuto la guerra civile americana, il colonnello Buck Barnes è lo spietato diretto superiore dell'eroe che viene spinto a disertare proprio dalle tendenze mercenarie dell'ufficiale; dopo aver interferito nel processo mistico che fornisce a Capitan America poteri soprannaturali, il volto di Barnes si distrugge e diviene un non morto noto come "Teschio Bianco" (White Skull).

## Altri media

### Marvel Cinematic Universe

Bucky Barnes / Soldato d'Inverno interpretato da Sebastian Stan in Captain America: The Winter Soldier (2014)

Nel media franchise del Marvel Cinematic Universe, Bucky Barnes/Soldato d'Inverno è interpretato da Sebastian Stan. In questa versione, il personaggio è newyorkese, coetaneo di Steve Rogers / Captain America ed il suo migliore amico sin dall'infanzia. Si arruola nello U. S. Army e viene insignito del grado di sergente prima che a Steve venga somministrato il siero del supersoldato. In questo universo, a trasformarlo in uno spietato assassino superumano (e uno degli antagonisti del film Captain America: The Winter Soldier) non è l'Unione Sovietica, ma l'Hydra, sebbene il suo lavaggio del cervello venga compiuto in Siberia. Il cambiamento di Bucky nel corso dei film ha ricevuto un'accoglienza positiva da parte della critica.
- In Captain America - Il primo Vendicatore (2011),[87] assieme a Captain America e agli Howling Commandos, Bucky compie numerose azioni belliche contro le forze dell'Hydra, rimanendo però apparentemente ucciso in seguito alla caduta da un treno in corsa sulle Alpi Svizzere.
- In Captain America: The Winter Soldier (2014),[88] Captain America scopre che il misterioso assassino di punta dell'Hydra, il Soldato d'Inverno, è in realtà l'amico che ha a lungo creduto morto: Bucky infatti, durante la prigionia nella base dell'Hydra era stato sottoposto da Zola a vari esperimenti, compresa l'assunzione di una nuova versione di siero del supersoldato che si sarebbe attivata solo in seguito a un forte shock; la caduta e la perdita del braccio sinistro ne attivarono i poteri, ma purtroppo, prima che potesse essere recuperato dagli alleati, Bucky fu ricatturato dall'Hydra, che lo sottopose a ulteriori esperimenti per trasformarlo nel loro assassino privato; dopo un duro scontro tra i due a Washington, Bucky recupera parte della sua memoria ed entra in latitanza.
- Nella sequenza dopo i titoli di coda di Ant-Man (2015) Captain America e Falcon riescono infine a catturare Bucky.[89]
- In Captain America: Civil War (2016)[90][91] Helmut Zemo incastra Bucky come responsabile di un attacco terroristico e Capitan America tenta di proteggerlo ma, dopo che Iron Man scopre che il Soldato d'Inverno ha ucciso, mentre era controllato dall'Hydra, i suoi genitori, tenta di ucciderlo provocando lo scisma definitivo degli Avengers. Rifugiatosi in Wakanda con Capitan America, Bucky si fa ibernare in attesa di trovare una cura al suo condizionamento psicologico.
- Sebastian Stan ha ripreso il ruolo del personaggio in Black Panther (2018) nella scena finale dopo i titoli di coda del film, dove ringrazia Shuri, la sorella minore di T'Challa, di averlo curato. Bucky è stato ora rinominato come il "Lupo Bianco".
- In Avengers: Infinity War (2018)[92] Bucky, a cui è stato fornito un nuovo braccio artificiale ma in vibranio, aiuta gli Avengers che si trovano nel Wakanda a impedire a Thanos di impossessarsi delle sei Gemme dell'infinito. Alla fine però dopo che il titano ha ottenuto tutte le gemme, con i suoi poteri stermina metà popolazione dell'universo e tra questi è compreso Bucky che sarà il primo a subire l'effetto dello schiocco delle dita, dissolvendosi davanti agli occhi di Steve Rogers e Thor.
- In Avengers: Endgame (2019), Bucky ritorna in vita grazie allo schiocco di dita di Hulk e insieme a tutti quelli resuscitati, affronta l'esercito di Thanos vincendo la battaglia. Alla fine della battaglia presenzia al funerale di Tony Stark.
- Nella miniserie televisiva The Falcon and the Winter Soldier (2021), Bucky tenta di porre ammenda ai sensi di colpa dovuti al suo passato come Soldato d’Inverno, alleandosi con Sam Wilson per sconfiggere un gruppo di ribelli che vanno contro a come il governo ha gestito la scomparsa e il ritorno di metà popolazione per colpa dello schiocco di dita di Thanos. Alla fine, riesce a guarire completamente trovando in Sam, diventato il nuovo Captain America, e sua sorella Sarah, con la quale si intende provi un interesse, una famiglia.
- Bucky Barnes compare anche nella prima serie animata dell'MCU What If...? (2021).
- In Thunderbolts* (2025), Bucky diviene il leader di una squadra di antieroi (composta dalla Vedova Nera, il Guardiano Rosso, U.S. Agent e Ghost).
- Il personaggio ritornerà nuovamente nel film Avengers: Doomsday (2026).

### Televisione
- Bucky compare nel segmento dedicato a Capitan America della serie animata The Marvel Super Heroes.
- Il personaggio compare nella prima stagione di Avengers - I più potenti eroi della Terra come Bucky (doppiato in originale da Scott Menville), mentre nella seconda stagione ricompare come Soldato d'Inverno (doppiato in originale da Jon Curry). Come nella controparte cinematografica, anche in questa versione il suo condizionamento è dovuto all'Hydra anziché all'Unione Sovietica.
- Bucky Barnes compare in un episodio di Super Hero Squad Show.
- Nella serie animata Avengers Assemble il personaggio compare in due episodi della seconda stagione come Soldato d'Inverno.[93][94]
- Bucky compare nell'anime Disk Wars: Avengers.

### Animazione
- Bucky Barnes compare nel film d'animazione Ultimate Avengers, prodotto dai Marvel Studios e distribuito direttamente in home video da Lions Gate Entertainment nel 2006.

### Videogiochi
- Il personaggio, doppiato in originale da Crispin Freeman, appare come Soldato d'Inverno nel videogioco Marvel: La Grande Alleanza e nel suo sequel Marvel: La Grande Alleanza 2.
- In Marvel Super Hero Squad: The Infinity Gauntlet il personaggio compare sia come Bucky Barnes che come Soldato d'Inverno
- Bucky appare come personaggio giocabile in Captain America: Il super soldato.
- Il Soldato d'Inverno/Bucky appare come personaggio giocabile in Marvel Super Hero Squad Online.
- Il Soldato d'Inverno appare come personaggio giocabile in Marvel Heroes.
- Il Soldato d'Inverno appare come personaggio giocabile in LEGO Marvel Super Heroes.
- Il Soldato d'Inverno/Bucky appare come personaggio giocabile in LEGO Marvel's Avengers.
- Il Soldato d'Inverno appare come personaggio giocabile in Marvel: Avengers Alliance[95].
- Il Soldato d'Inverno appare come personaggio giocabile in Marvel: Sfida dei campioni[96].
- Il Soldato d'Inverno appare in Disney Infinity: Marvel Super Heroes[97].
- Il Soldato d'Inverno appare come personaggio giocabile in Marvel Future Fight.
- Il Soldato d'Inverno appare come personaggio giocabile in LEGO Marvel Super Heroes 2.
- Il Soldato d'Inverno appare in cameo nel videogioco Marvel vs. Capcom: Infinite.
- Il Soldato d'Inverno appare come personaggio giocabile in Marvel Rivals.